# Димитър Мутафчиев (футболист)
Димитър Мутафчиев (10 януари 1903 – 8 септември 1990), наричан по прякор Мърцо, е бивш български футболист, дясно крило, а впоследствие треньор по футбол. Част от отбора на Левски (София) през 20-те години на ХХ век.

## Биография

### Ранни години
Мутафчиев е роден в Стара Загора, но още като дете семейството му се премества в София. По-възрастен брат е на Никола Мутафчиев, също изявен футболист на Левски от 20-те години на ХХ век. Баща му е архитект, а майка му е родна сестра на Михаил и Георги Жекови, вдъхновили перото на Иван Вазов в „Епопея на забравените“.

### Състезателна кариера
Мутафчиев заиграва в Левски през 1919 г. За клуба записва общо 60 мача с 48 гола в шампионата. Има също 23 международни мача с 9 гола. Финалист за Държавното първенство през 1925. Носител на общинската купа „Улпия Сердика“ през 1926 г. Един от най-добрите спринтьори в България за своето време. Пробягва 100 м за 11,9 сек.
Мутафчиев играе за България в първия мач в историята на националния отбор – 0:0 като гост срещу Австрия на 21 май 1924 г. Записва общо 3 мача за тима. Играе при загубата с 0:1 срещу Ейре на олимпийските игри в Париж'24.

### Треньорска кариера
След края на състезателната си кариера Мутафчиев работи като преподавател по физическо възпитание в Търговската гимназия в София. Впоследствие се отдава и на треньорството. Начело на Левски през сезон 1938/39. След това поема Локомотив (София).
През 1952 г. е назначен за наставник на новака в А група Спартак (Плевен). В дебютния сезон на отбора в елита го извежда до 4-тото място в крайното класиране.
В началото на 1953 се завръща начело на Левски, като под негово ръководство отборът става шампион на България. След това води Миньор (Перник), отново Спартак (Плевен), Спартак (София) и Дунав (Русе).